# Hoodoo Ridge Lookout
L'Hoodoo Ridge Lookout est une tour de guet du comté de Wallowa, en Oregon, dans l'ouest des États-Unis. Situé à 1 286 mètres d'altitude dans les montagnes Bleues, il est situé dans la forêt nationale d'Umatilla. Construit en 1925, modifié en 1933, il est inscrit au Registre national des lieux historiques depuis le 26 mai 2015.